# Saint-Pardoux (Deux-Sèvres)
Saint-Pardoux is een plaats en voormalige gemeente in het Franse departement Deux-Sèvres (in de regio Nouvelle-Aquitaine en telt 1419 inwoners (2005). De plaats maakt deel uit van het arrondissement Parthenay. Saint-Pardoux is op 1 januari 2019 gefuseerd met de gemeente Soutiers tot de gemeente Saint-Pardoux-Soutiers. 

## Geografie
De oppervlakte van Saint-Pardoux bedraagt 34,3 km², de bevolkingsdichtheid is 41,4 inwoners per km².
De onderstaande kaart toont de ligging van Saint-Pardoux (Deux-Sèvres) met de belangrijkste infrastructuur en aangrenzende gemeenten.

## Demografie
Onderstaande figuur toont het verloop van het inwonertal.